# Aldo da Rosa
Aldo Weber Vieira da Rosa (Florianópolis, 15 de novembro de 1917 – Palo Alto, 8 de junho de 2015) foi um engenheiro brasileiro, brigadeiro da Força Aérea Brasileira e professor emérito da Universidade Stanford, Estados Unidos.

## Biografia
Aldo da Rosa nasceu em Florianópolis. Após a graduação na Escola Militar do Realengo e na Escola Brasileira de Aeronáutica, ambas no Rio de Janeiro, frequentou a Universidade Stanford e a Universidade Harvard. Obteve um Ph.D. em engenharia elétrica na Universidade Stanford.
De 1945 a 1951 Aldo da Rosa fundou a Diretoria de Rotas Aéreas, da qual foi o primeiro diretor da divisão de pesquisa e padronização. De 1952 a 1953 foi professor associado de eletrônica do Instituto Tecnológico de Aeronáutica (ITA). Em 1954 fundou o Instituto de Pesquisas e Desenvolvimento (IPD), do qual foi o primeiro diretor, e em 1956 foi presidente do Conselho Nacional de Desenvolvimento Científico e Tecnológico (CNPq). Resignou este cargo em consequência de uma lesão na perna durante uma competição internacional de planadores na França. Em 1961, foi nomeado como Presidente do Grupo de Organização da Comissão Nacional de Atividades Espaciais (GOCNAE), que em 1963 se tornou a Comissão Nacional de Atividades Espaciais (CNAE) e que em 1971, através do decreto Nº 68.532, foi substituída pelo Instituto de Pesquisas Espaciais atualmente denominado: Instituto Nacional de Pesquisas Espaciais (INPE) do qual ele foi o primeiro Diretor.
No final da década de 50, Brigadeiro Aldo Rosa foi piloto do primeiro voo de ensaio do protótipo do helicóptero BF-1, desenvolvido no Brasil, e em 1965, Aldo da Rosa entrou para a reserva como brigadeiro da Força Aérea Brasileira.
Um ano mais tarde, em 1966, tornou-se research associate, depois professor de engenharia elétrica e mais tarde professor emérito da Universidade Stanford.
Durante a vida acadêmica, destacou-se nos campos de pesquisa sobre processos ionosféricos, processos energéticos e energia renovável. É autor de "Fundamentals of Renewable Energy Processes" e "Fundamentals of Electronics". Detém uma patente nos Estados Unidos sobre o processo de produção de amônia.
Em 1976, retornou ao Brasil para ajudar a criar a Codetec - a Companhia de Desenvolvimento Tecnológico, da Unicamp, que depois veio a presidir - e planejou aquele que seria o primeiro tecnopolo do mundo, a CIATEC, Companhia de Desenvolvimento do Polo de Alta Tecnologia de Campinas.
Aldo da Rosa morreu em 8 de junho de 2015 em Palo Alto, Califórnia, Estados Unidos.

### Prêmios
Como praticante de esportes, Aldo bateu mais de 37 recordes internacionais de natação, até os 91 anos de idade, e recebeu diversos troféus internacionais como piloto de planador.
Em março de 2010 foi condecorado com a classe de Grã-cruz da Ordem Nacional do Mérito Científico, na categoria Personalidade Nacional, por suas contribuições prestadas à Ciência e à Tecnologia, no ano de 2009.